# Округ Батлер (Алабама)
Округ Батлер (енгл. Butler County) је округ у америчкој савезној држави Алабама. По попису из 2010. године број становника је 20.947. Седиште округа је град Гринвил.

## Демографија
Према попису становништва из 2010. у округу је живело 20.947 становника, што је 452 (2,1%) становника мање него 2000. године.
| Група             | 2000.          | 2010.          |
| Белци             | 12.429 (58,1%) | 11.324 (54,1%) |
| Афроамериканци    | 8.732 (40,8%)  | 9.095 (43,4%)  |
| Азијати           | 35 (0,2%)      | 177 (0,8%)     |
| Хиспаноамериканци | 143 (0,7%)     | 191 (0,9%)     |
| Укупно            | 21.399         | 20.947         |